# Heteropogon
Heteropogon es un género de plantas herbáceas perteneciente a la familia de las poáceas. Tiene una distribución cosmopolita en las regiones tropicales.

## Etimología
El término heteropogon deriva de las voces griegas ἕτερος [jéteros] ('diferente, otro') y πώγων [pógon] ('barba'), y se refiere a las espiguillas fértiles, con barbas las femeninas y sin barbas las masculinas.

## Descripción
Son matas erectas de gramíneas que se encuentran en las regiones tropicales de todo el mundo, y algunas especies que crecen en zonas templadas y cálidas. Las inflorescencias aparecerán en forma de espiguillas. 

## Citología
Número de la base del cromosoma, x = 10 y 11. 2n = 20, 22, 40, 44, 50, 60 y 80. 2, 4, 6 y 8, ploid.

## Especies seleccionadas
- Heteropogon asiaticus
- Heteropogon contortus
- Heteropogon fischerianus
- Heteropogon melanocarpus
- Heteropogon patruelis
- Heteropogon polystachyus
- Heteropogon ritchiei
- Heteropogon triticeus
- Heteropogon villosus